# Maria van York
Maria van York (Windsor, 11 augustus 1467 - Greenwich, 23 mei 1482) was een Engelse prinses. Ze behoorde tot het huis York.

## Levensloop
Maria was de tweede dochter van koning Eduard IV van Engeland uit diens huwelijk met Elizabeth Woodville, dochter van Richard Woodville, graaf Rivers. Kort na haar geboorte werd ze gedoopt, met aartsbisschop van Canterbury Thomas Bourchier als een van haar peetouders.
Haar vader was van plan om haar uit te huwelijken aan koning Johan van Denemarken, hetgeen echter niets werd. Johan huwde dan maar met Christina van Saksen. In 1480 werd ze samen met haar zus Cecilia als Lady of the Garter opgenomen in de Orde van de Kousenband.
Maria stierf in mei 1482 op veertienjarige leeftijd in het Placentiapaleis in Greenwich en werd bijgezet in de Kapel van Sint-George in Windsor Castle.